# La Dorada

Localização de La Dorada no departamento de Caldas.

La Dorada é um município localizado no departamento colombiano de Caldas.